# Gottfried VI. (Anjou)
Gottfried VI. (französisch: Geoffroy, englisch: Geoffrey; * 1. Juni 1134 in Rouen; † 26. Juli 1158 in Nantes) war ein Erbgraf von Anjou, Maine und Graf von Nantes aus dem Haus Plantagenet. Er war der zweite Sohn des Grafen Gottfried V. Plantagenet von Anjou († 1151) und dessen Ehefrau Mathilde von England († 1167).
Gemäß dem Willen seines Vaters sollte Gottfried die Grafschaften Anjou und Maine erben. Doch sein älterer und mächtigerer Bruder Heinrich enthielt ihm diese nach Eintreten des Erbfalles vor. Infolgedessen verbündete sich Gottfried 1152 mit König Ludwig VII. von Frankreich und griff seinen Bruder an. Gottfried versuchte erfolglos, die geschiedene Frau des Königs, Eleonore von Aquitanien, die reichste Erbin Frankreichs und Geliebte seines Bruders, auf ihren Weg nach Poitiers zu entführen. 1156 revoltierte er erneut erfolglos gegen den Bruder und verlor seine Burgen Chinon, Loudun und Mirabeau. Mit Unterstützung seines Bruders bemächtigte sich Gottfried 1157 der Grafschaft Nantes, wo sie den Grafen Hoël III. vertrieben hatten.
Gottfried starb 1158 kinderlos, seine Grafschaft wurde von Heinrich übernommen, der sie später seinem Sohn Herzog Gottfried II. von der Bretagne übertrug.